# الاتحاد الدولي لطلاب الصيدلة
| الشعار           | طلاب اليوم هم صيادلة المستقبل            |
| ---------------- | ---------------------------------------- |
| 'التأسيس'        | 25 أغسطس 1949                            |
| 'النوع'          | منظمة عالمية غير حكومية                  |
| 'المكتب الرئيسي' | لاهاي                                    |
| 'الموقع'         | هولندا                                   |
| 'الأعضاء'        | 350000                                   |
| 'اللغة الرسمية'  | الإنجليزية، العربية، الفرنسية، الأسبانية |
| 'عنوان الويب'    | http://www.ipsf.org                      |

يعتبر الاتحاد الدولي لطلاب الصيدلة (IPSF) منظمة غير حكومية وغير سياسية وغير دينية و الذي بدوره يمثل طلبة الصيدلة و حديثي التخرج من جميع أنحاء العالم. تأسس عام 1949 و يعتبر أقدم منظمة طلابية. يمثل أكثر من 320000 فرد  في أكثر من 80 دولة مع أكثر من مائة من منظمات طلاب الصيدلة المختلفة. يمكن لأي طالب صيدلي أو حديث التخرج (لمدة أربع سنوات بعد تخرجه) أن يصبح عضوا في الاتحاد بشكل فردي أو من خلال المنظمة الممثلة لطلاب الصيدلة. يشارك الاتحاد في المجالات التالية :- التعليم الصيدلي، و الصحة العامة، و التطوير المهني، و الوعي الثقافي، و شراكة تطوير الصيدلي في جميع أنحاء العالم.

## مقدمة:-
لدي IPSF علاقات رسمية مع منظمة الصحة العالمية (WHO) و منظمة الأمم المتحدة للتربية و العلم و الثقافة (UNESCO). يعمل الاتحاد في تعاون وثيق مع اتحاد الصيادلة العالمي (FIP). يتم استضافة السكرتارية الخاصة بالاتحاد في لاهاي، هولندا.

## التاريخ:-
اقترح ستيفن بي كالن ( سكرتير الاتحاد البريطاني لطلاب الصيدلة ) فكرة تأسيس الاتحاد عام 1948 خلال مؤتمر الكونجرس السادس لدي BPSA. و تم قبول الفكرة و تنفيذها في الخامس و العشرين من أغسطس عام 1949 في لندن خلال المؤتمر الافتتاحي. في نفس اليوم؛ تم اختيار أول رئيس للاتحاد (سيدني جي ريلف) مع أربعة أعضاء آخرين للجنة التنفيذية. كان من ضمن الدول المؤسسة :- النمسا، أستراليا، الدنمارك (تم التصويت أيضاً لفنلندا و النرويج و السويد)، أيسلندا، أيرلندا، هولندا، سويسرا، المملكة المتحدة.

## الأهداف:-
- توفير فرص من أجل التطوير المهني، و التعليم، والتبادل العالمي.

- نشر المعرفة العلمية والمهنية.
- تأييد فكرة تحسين استراتيجيات التعليم الصيدلي.
- تشجيع تكوين منظمات قومية لطلاب الصيدلة بدون تجاوز لمجالاتهم.
- توفير منصة لأعضاء المنظمات من أجل تبادل المعرفة، الخبرات، الأفكار.
- دعم المناقشات العالمية و تعاون الاتحاد مع الطلاب والمؤسسات الحكومية والغير حكومية.
- تأييد فكرة تحسين أنظمة الصحة.

## الهيكل:-

### اللجنة التنفيذية واللجان الأخري:-
تتكون إدارة IPSF من 15 عضو تم انتخابهم: الرئيس، السكرتارية العامة، أمين الصندوق، رئيس لجنة الصحة العامة، رئيس لجنة الدعايا و الإعلام، رئيس لجنة التعليم المستمر، رئيس لجنة التطوير المهني، رئيس لجنة العلاقات الخارجية، رئيس لجنة العلاقات الداخلية، رئيس لجنة التبادل الطلابي، رؤساء المكاتب الإقليمية. تضم الإدارة أيضا الرئيس المنتخب و رئيس لجنة حفلة استقبال الهيئة التشريعية. و يقوم أعضاء اللجنة التنفيذية بعملهم في الاتحاد كمتطوعين  مع اختيار أحد الأعضاء كموظف دائم للعمل طوال الوقت في المقر الرئيسي للاتحاد في لاهاي، هولندا. يضم الاتحاد عدة لجان تساعد في عمل اللجنة التنفيذية، وتتكون هذه اللجان من الأفراد الذين يرشحون أنفسهم كل عام.

### اللجنة التنفيذية 2019-20
- الرئيس: آية جمال (FPSA، السودان)

- الرئيس المنتخب: سيلفستر أديمي (PANS، نيجيريا)

- السكرتارية العامة: تريزا سيرفنكوفا (CzPSA، تشيكيا)

- أمين الصندوق: لوكا توماسيتش (CPSA، كرواتيا)

- رئيس لجنة العلاقات الخارجية: أوثنيل نيمبابازي (RPSA، رواندا)

- رئيس لجنة العلاقات الداخلية: روبي جويس جالفين (IM، نيوزيلندا)

- رئيس لجنة الدعايا و الإعلام: حسام الدين كلو (ASEPA، الجزائر)
- رئيس لجنة التعليم المستمر: أليسون إكوير ويليامز (PANS، نيجيريا)
- رئيس لجنة التطوير المهني: آشلي سويون لي (KNAPS، كوريا الجنوبية)
- رئيس لجنة الصحة العامة: رامي تشابلن (ASEPA، الجزائر/ ANEPF، فرنسا)
- رئيس لجنة التبادل الطلابي: شمس طارق عثمان (ASPSA، مصر)
- رئيس مكتب إقليم إفريقيا: بيورتي وامبوي (KEPhSA، كينيا)
- رئيس مكتب إقليم آسيا والمحيط الهادي: شنغ شوان تساي (PSA، تايوان)
- رئيس مكتب إقليم الشرق الأوسط: أميرة راين عبد الهادي (ARPEC، الجزائر)
- رئيس مكتب إقليم أوروبا: جواو جيديس (AEFFUP، البرتغال)
- رئيس مكتب إقليم أمريكا: جون بيتر ريجالادو إسكوبيدو (APEFyB، بيرو)
- رئيس لجنة استقبال مؤتمر الكونجرس العالمي السادس و الستين: مين جون بارك (KNAPS، كوريا الجنوبية)

## المراكز الإقليمية:-
تعتبر المراكز الإقليمية تمدد فعال لإدارة الاتحاد و تتشكل من طلبة الصيدلة الذين تم انتخابهم من إقليم معين والذين بدورهم يكونوا فريق العمل الإقليمي. و تتركز مهمتهم في تطوير و دعم غاية الاتحاد و أهدافه علي المستوي الإقليمي.
- مكتب إقليم إفريقيا (AFRO) - تأسس عام 2008.
- مكتب إقليم آسيا و المحيط الهادي (APRO) -  تأسس عام 1999.
- مكتب إقليم الشرق الأوسط (EMRO) - تأسس عام 2008.
- مكتب إقليم أوروبا (EURO) - تأسس عام 2013.
- مكتب إقليم أمريكا (PARO) - تأسس عام 1999.